# Movimento della Sinistra Rivoluzionaria (Bolivia)
Il Movimento della Sinistra Rivoluzionaria (in spagnolo: Movimiento de Izquierda Revolucionaria - MIR) è un partito politico boliviano di orientamento socialista fondato nel 1971. Al nuovo soggetto politico aderirono:
- il Partito Democratico Cristiano Rivoluzionario, costituitosi da una scissione del Partito Democratico Cristiano della Bolivia;
- un gruppo di dissidenti del Movimento Nazionalista Rivoluzionario;
- marxisti indipendenti, con a capo Jaime Paz Zamora.

Nel 2006, dopo l'insuccesso elettorale conseguito in occasione delle elezioni per l'Assemblea costituente, ha perso la propria personalità giuridica.

## Risultati elettorali
| Elezione                 | Candidato                        | Voti    | %     | Seggi  | Seggi    |
| ------------------------ | -------------------------------- | ------- | ----- | ------ | -------- |
| Generali 1980 (con MNRI) | Hernán Siles Zuazo ❌ Non eletto | 507.173 | 38,74 | Camera | 47 / 130 |
| Generali 1980 (con MNRI) | Hernán Siles Zuazo ❌ Non eletto | 507.173 | 38,74 | Senato | 10 / 27  |
| Generali 1985            | Jaime Paz Zamora ❌ Non eletto   | 153.143 | 10,18 | Camera | 15 / 130 |
| Generali 1985            | Jaime Paz Zamora ❌ Non eletto   | 153.143 | 10,18 | Senato | 1 / 27   |
| Generali 1989            | Jaime Paz Zamora ✔️ Eletto       | 309.033 | 21,83 | Camera | 33 / 130 |
| Generali 1989            | Jaime Paz Zamora ✔️ Eletto       | 309.033 | 21,83 | Senato | 8 / 27   |
| Generali 1993 (con ADN)  | Hugo Banzer Suárez ❌ Non eletto | 346.811 | 21,05 | Camera | 35 / 130 |
| Generali 1993 (con ADN)  | Hugo Banzer Suárez ❌ Non eletto | 346.811 | 21,05 | Senato | 8 / 27   |
| Generali 1997            | Jaime Paz Zamora ❌ Non eletto   | 365.005 | 16,77 | Camera | 23 / 130 |
| Generali 1997            | Jaime Paz Zamora ❌ Non eletto   | 365.005 | 16,77 | Senato | 6 / 27   |
| Generali 2002 (con FRI)  | Jaime Paz Zamora ❌ Non eletto   | 453.375 | 16,32 | Camera | 26 / 130 |
| Generali 2002 (con FRI)  | Jaime Paz Zamora ❌ Non eletto   | 453.375 | 16,32 | Senato | 5 / 27   |

| Controllo di autorità | VIAF (EN) 142173610 · LCCN (EN) no90019480 |